# مهرجان صندانس السينمائي 2020
مهرجان صندانس السينمائي 2020 (بالإنجليزية: Sundance Film Festival)‏ أقيم مهرجان في الفترة من 23 يناير إلى 2 فبراير 2020. وتم الإعلان عن التشكيلة الأولى من أفلام المنافسة في 4 ديسمبر 2019. شهد ليلة الافتتاح عرض الفيلم الوثائقي ملكة جمال أمريكانا، من إخراج لانا ويلسون وإنتاج مورجان نيفيل وكاثرين روجرز وكريستين أومالي، والذي يركز على حياة ومسيرة المغنية الأمريكية تايلور سويفت، مستعرضًا جوانب مختلفة من حياتها الشخصية والفنية.